# 김정준 (목사)
김정준(1982년 3월 12일 ~ )은 대한민국의 목사, 작가이다. 서울특별시 도림교회의 부목사로 재직중이다.

## 학력
- 한남대학교 대학원 박사과정 수료
- 영남신학대학교 대학원 신학과 석사
- 전남대학교 대학원 사학과 석사

## 경력
- 도림교회 교육목사
- 대흥교회 교육목사
- 서울월드비전교회 부목사
- 대전용전교회 교육전도사
- 대전영락교회 교육전도사
- 구미시민교회 교육전도사
- 창원양곡교회 교육전도사
- 대구신평교회 교육전도사